# Clelia
Clelia é  um gênero de serpentes da família Dipsadidae encontradas na América Central e do Sul, da Guatemala ao Brasil, e são conhecidas popularmente por muçurana ou cobra-do-bem. São especialistas em ofiofagia, atacando e comendo outras cobras. São reconhecidas 6 espécies.

## Espécies
São reconhecidas seis espécies:
- Clelia clelia (Daudin, 1803) (também chamada  Pseudoboa clelia – Serié, 1921; Pseudoboa occipitolutea – Serié, 1936; Boiruna maculata – Leynaud & Bucher, 1999)[2]
- Clelia equatoriana (Amaral, 1924)
- Clelia errabunda Underwood, 1993
- Clelia hussami Morato, Franco & Sanches, 2003
- Clelia langeri Reichle & Embert, 2005
- Clelia plumbea (Wied, 1820)
- Clelia scytalina (Cope, 1867)